# ألياف مطحلبة (تشريح)

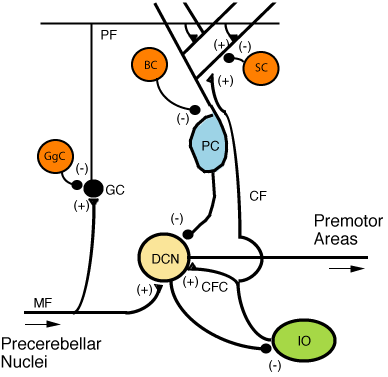

الألياف المطحلبة (بالإنجليزية: Mossy Fibers)‏ هي إحدى المدخلات الرئيسية للمخيخ. تنشأ هذه الألياف من العديد من المناطق أهمها قشرة المخ التي ترسل إشاراتها إلى المخيخ عبر السبيل القشري الجسري المخيخي. كما تنشأ أيضا من العصب الدهليزي ، الحبل الشوكي ، والتشكل الشبكي.
تدخل الألياف المطحلبة إلى المخيخ عبر السويقة المخيخية الوسطى والسفلية.